# Horace Lyne
Horace Lyne (ur. 31 grudnia 1860 w Newport, zm. 1 maja 1949 tamże) – walijski rugbysta grający w formacji młyna, reprezentant kraju, sędzia i działacz sportowy.

## Życiorys
Uczęszczał do Plymouth School oraz Royal Navy College Keyham. Z zawodu był prawnikiem, przez pięćdziesiąt lat służył też w lokalnej straży pożarnej.
Podczas kariery sportowej związany był z Newport RFC, dla którego zadebiutował jako osiemnastolatek. W ciągu siedmiu sezonów, w jednym z nich pełniąc obowiązki kapitana, rozegrał w jego barwach łącznie 88 spotkań. Rozegrał pięć spotkań dla walijskiej reprezentacji w Home Nations Championship w edycjach 1883, 1884 i 1885. W tej ostatniej sędziował następnie mecz Anglia–Irlandia.
W latach 1906–1947 był prezesem Welsh Rugby Union, a w latach 1887–1938 był walijskim przedstawicielem w IRFB. Kawaler Orderu Imperium Brytyjskiego.